# Noble M14
La Noble M14 è un'autovettura sportiva realizzata dalla Noble nel 2004.

## Sviluppo
La M14 si presenta come un'evoluzione della precedente Noble M12.

## Tecnica
Il design della vettura presenta diverse prese d'aria in tutte le sezioni della carrozzeria per avere il più alto raffreddamento del motore possibile. Tale propulsore è un Ford V6 24 valvole 3.0 in alluminio montato trasversalmente in posizione centrale che eroga la potenza di 400 cv e una coppia di 522 Nm grazie all'impiego di due turbocompressori, due intercooler e di pistoni forgiati. Il cambio che gestisce l'unità propulsiva è un sei marce manuale. L'accelerazione da 0 a 100 km/h avviene in 4,2 secondi, con velocità massima di 306 km/h. È presente nell'equipaggiamento del mezzo una trasmissione accoppiata ad un differenziale autobloccante a slittamento controllato ATB Quaife. Gli interni sono costruiti in fibra di carbonio e l'impianto luci interno è settato per cambiare colore in base al numero di giri del motore.